# ۱۳۱۱ (میلادی)
۱۳۱۱ (میلادی) هزار و سیصد  و یازدهمین سال تقویم میلادی است.

## درگذشتگان
‎